# Hoploplatystylus smitsvanburgsti
Hoploplatystylus smitsvanburgsti là một loài tò vò trong họ Ichneumonidae.